# Lütz

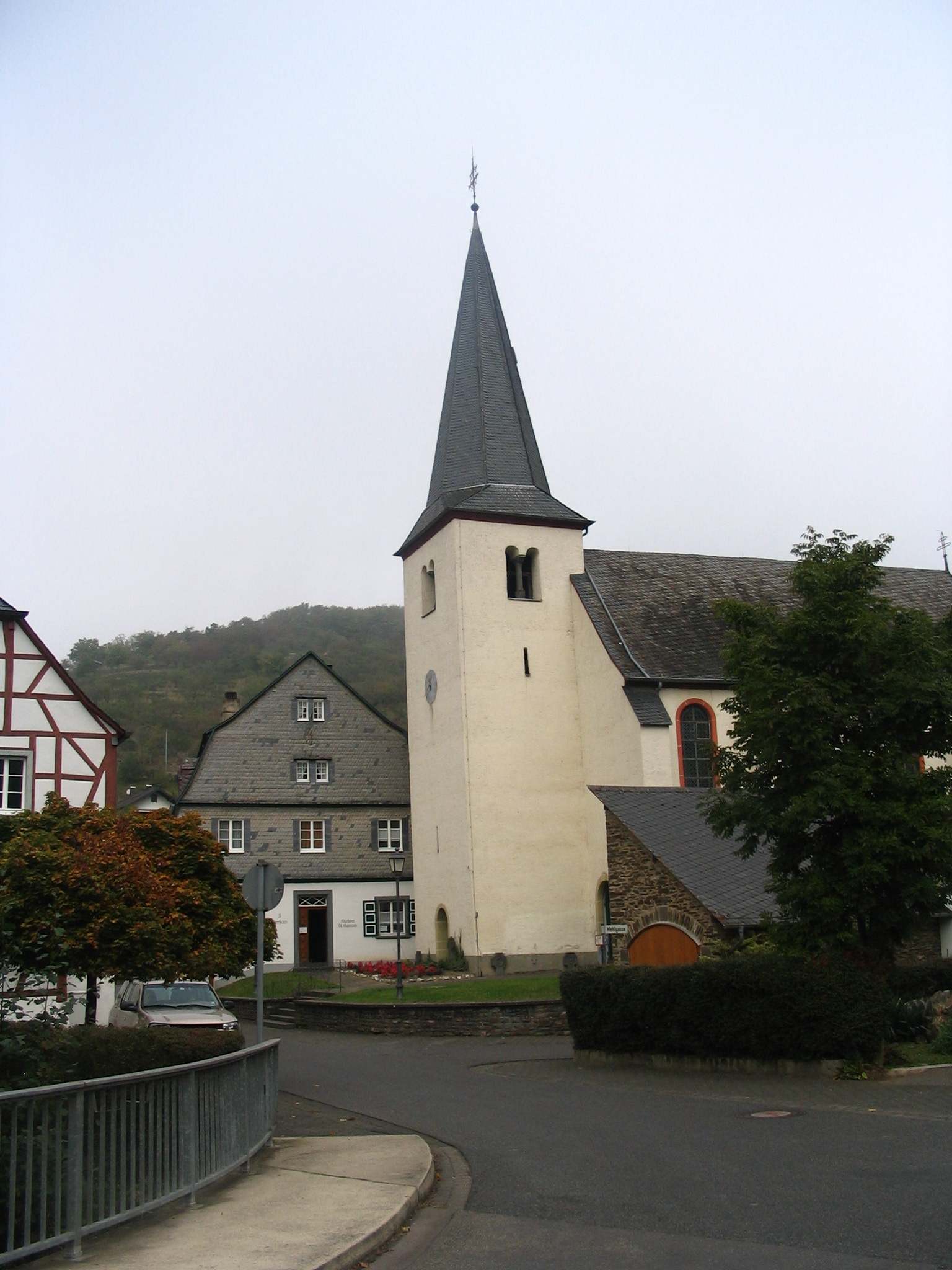
Fachwerkhäuser und die historische Kirche prägen den Ort

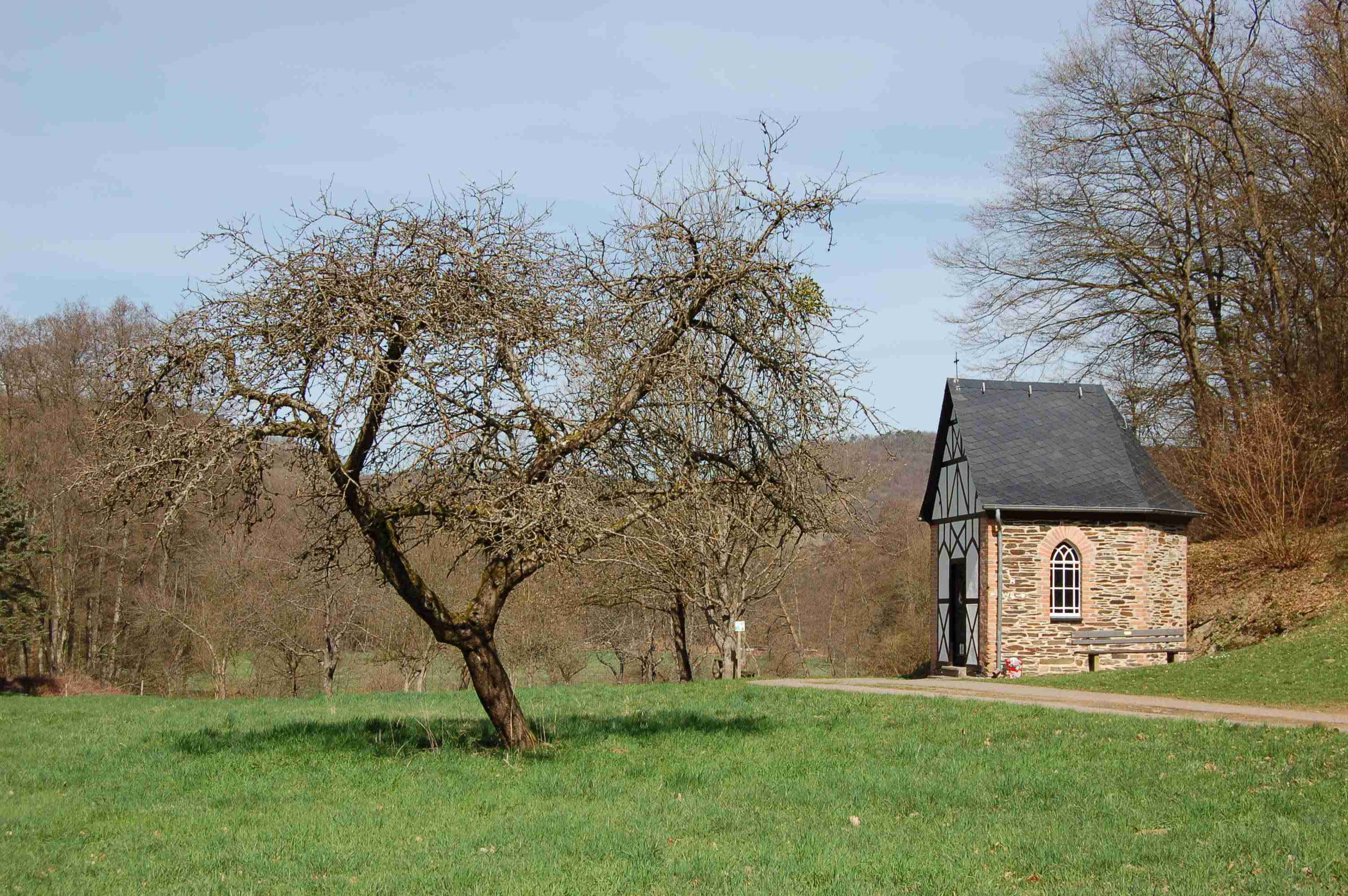
Südlich des Ortes erstreckt sich das idyllische Lützbachtal mit der Marienkapelle

Lütz ist eine Ortsgemeinde im Landkreis Cochem-Zell in Rheinland-Pfalz. Sie gehört seit 1. Juli 2014 der Verbandsgemeinde Cochem an. Lütz ist ein staatlich anerkannter Erholungsort.

## Geographie
Der Ort befindet sich im nördlichen Hunsrück in einem Seitental der Mosel (zwischen den Moselorten Burgen und Treis-Karden) nur ein paar Kilometer von der Mosel entfernt. Lütz liegt im Lützbachtal, das vom Verkehr kaum erschlossen ist. Das Dorf zeichnet sich durch eine Reihe schöner Fachwerkhäuser aus.

## Geschichte
Lütz wurde urkundlich erstmals im Jahre 912 erwähnt, als König Karl III. seinen Grundbesitz zu „Lutiaco“ dem Kloster St. Maximin schenkte.
Kirchlich gehörte die Pfarrei Lütz zum Landkapitel Zell des Erzbistums Trier, gehörte jedoch nicht zum Territorium des Kurfürstentums Trier. Die Kirche wurde zuerst um 1250 unter dem Namen Luzze im Güterverzeichnis des Trierer Erzbischofs erwähnt. Nach einem Visitationsbericht aus dem Jahre 1569 gehörten zur Pfarrei „Lutz“ die Filialen „Dommershusen“ (Dommershausen) mit „Ibeshusen“ Eveshausen, „Budershusen“ (Petershausen), „Lych“ (Lieg), „Lair“ (Lahr) und „Sultzhusen“ (Zilshausen). 1806 wurde Dommershausen mit Eveshausen eine eigenständige Pfarrei, 1869 die Pfarrei Lieg ausgegliedert.
Ein Dorfbrand zerstörte 1749 Teile des Dorfs. Die Kirche St. Maximinus (mit Ausnahme des romanischen Turms aus dem 12. Jahrhundert) und das Rathaus mussten neu erbaut werden.
Im 14. Jahrhundert gehörte Lütz zur Herrschaft Eltz. Lütz war reichsritterschaftlicher Besitz und gehörte 1794 bei der Einnahme des linken Rheinufers durch die französischen Revolutionstruppen dem Freiherrn von Wiltberg. 1815 wurde der Ort beim Wiener Kongress dem Königreich Preußen zugeordnet. Seit 1946 ist der Ort Teil des damals neu gebildeten Landes Rheinland-Pfalz.

## Politik

### Gemeinderat
Der Gemeinderat in Lütz besteht aus sechs Ratsmitgliedern, die bei der Kommunalwahl am 9. Juni 2024 in einer Mehrheitswahl gewählt wurden, und der ehrenamtlichen Ortsbürgermeisterin als Vorsitzender. Bis zur Wahl 2024 hatte der Gemeinderat acht Ratsmitglieder. Die Verringerung ergab sich nach dem rheinland-pfälzischen Kommunalwahlrecht durch eine geringere Einwohnerzahl am vorgegebenen Stichtag.

### Bürgermeister
Simone Nick wurde am 3. Juli 2019 Ortsbürgermeisterin von Lütz. Bei der Direktwahl am 26. Mai 2019 war sie mit einem Stimmenanteil von 61,15 % gewählt worden. Da bei der Direktwahl am 9. Juni 2024 kein Wahlvorschlag eingereicht wurde, oblag die Neuwahl des Bürgermeisters gemäß rheinland-pfälzischer Gemeindeordnung dem Rat, der auf seiner konstituierenden Sitzung am 9. August 2024 Simone Nick einstimmig für weitere fünf Jahre im Amt bestätigte.
Nicks Vorgänger Bernd Adel hatte das Amt zehn Jahre ausgeübt.

### Wappen
| Wappen von Lütz | Blasonierung: „Im geteilten Schild, oben in Silber ein rotes Balkenkreuz, unten in Rot ein schwarzbewehrter und -gezungter wachsender goldener Löwe.“ |
| Wappen von Lütz | |

.

## Kultur und Sehenswürdigkeiten
Der Hunsrück-Mosel-Radweg verläuft durch den Ort.
Ein Wanderweg führt parallel zum Bach durch das Tal. Ein neu entstandener Schiefergrubenweg bei Lütz vermittelt Wissen über den ehemals im Lützbachtal betriebenen Schieferabbau. In ehemals elf Gruben mit 19 Stollen und 5 Versuchsstollen wurde bis 1953 Schiefer abgebaut. Die Schieferabraumhalden bieten heute seltenen Tier- und Pflanzenarten ein einzigartiges Biotop.

## Tourismus
Schiffsanlegestelle Mosel
Die nächstgelegene Schiffsanlegestelle für Lütz ist in Treis-Karden OT Treis.